# Discografia de Stone Sour
A discografia da banda Stone Sour é constituída por cinco álbuns de estúdio, um álbum ao vivo, quatorze videoclipes e quatorze singles.

## Álbuns de estúdio
| Ano                        | Detalhes | Posições      | Posições    | Posições | Posições | Posições | Posições | Posições | Posições | Posições | Posições | Posições | Posições | Certificações (vendas)             |
| Ano                        | Detalhes | Billboard 200 | ARIA Charts | AUT      | FIN      | FRA      | ALE      | IRL      | HOL      | NZ       | SUE      | SUI      | RU       | Certificações (vendas)             |
| -------------------------- | --- | ------------- | ----------- | -------- | -------- | -------- | -------- | -------- | -------- | -------- | -------- | -------- | -------- | ---------------------------------- |
| 2002                       | Stone Sour - Lançamento: 27 de Agosto de 2002 - Gravadora: Roadrunner (RR #8425) - Formato: CD+, CD/DVD                    | 46            | —           | —        | —        | 131      | —        | —        | —        | —        | —        | —        | 41       | - EUA: Ouro - RU: Prata            |
| 2006                       | Come What(ever) May - Lançamento: 1 de Agosto de 2006 - Gravadora: Roadrunner (RR #8073) - Formato: CD, CD/DVD             | 4             | 21          | 13       | 21       | 56       | 18       | 34       | 33       | 31       | 30       | 25       | 27       | - EUA: Ouro - RU: Ouro - CAN: Ouro |
| 2010                       | Audio Secrecy - Lançamento: 7 de Setembro de 2010 - Gravadora: Roadrunner - Formato: CD, CD/DVD, LP                        | 6             | 6           | 5        | 23       | 29       | 3        | 19       | 16       | 12       | 10       | 7        | 6        |                                    |
| 2012                       | House of Gold & Bones - Part 1 - Lançamento: 23 de Outubro de 2012 - Gravadora: Roadrunner - Formato: CD, Download Digital | 7             | 13          | —        | —        | 58       | 7        | 30       | 30       | 12       | 12       | 8        | 13       |                                    |
| 2013                       | House of Gold & Bones - Part 2 - Lançamento: 9 de Abril de 2013 - Gravadora: Roadrunner - Formato: CD, Download Digital    | —             | —           | —        | —        | —        | —        | —        | —        | —        | —        | —        | —        |                                    |
| "—" não chegou às tabelas. | |               |             |          |          |          |          |          |          |          |          |          |          |                                    |

## Ao vivo
| Ano  | Detalhes                                                                                |
| ---- | --------------------------------------------------------------------------------------- |
| 2007 | Live in Moscow - Lançamento: 14 de Agosto de 2007 - Gravadora: Roadrunner - Formato: DD |

## Singles
| Ano                        | Música                   | Posições          | Posições | Posições | Posições | Posições | Posições | Posições | Posições | Álbum                          |
| Ano                        | Música                   | Billboard Hot 100 | US Alt.  | US Main. | AUS      | ALE      | HOL      | NZ       | UK       | Álbum                          |
| -------------------------- | ------------------------ | ----------------- | -------- | -------- | -------- | -------- | -------- | -------- | -------- | ------------------------------ |
| 2002                       | "Get Inside"             | —                 | —        | —        | —        | —        | —        | —        | —        | Stone Sour                     |
| 2002                       | "Bother"                 | 56                | 4        | 2        | 41       | —        | 40       | 43       | 28       | Stone Sour                     |
| 2003                       | "Inhale"                 | —                 | —        | 18       | —        | —        | —        | —        | 63       | Stone Sour                     |
| 2006                       | "30/30-150"              | —                 | —        | —        | —        | —        | —        | —        | —        | Come What(ever) May            |
| 2006                       | "Through Glass"          | 39                | 2        | 1        | —        | 95       | 32       | 37       | 98       | Come What(ever) May            |
| 2007                       | "Sillyworld"             | —                 | 21       | 2        | —        | —        | —        | —        | —        | Come What(ever) May            |
| 2007                       | "Made of Scars"          | —                 | —        | 12       | —        | —        | —        | —        | —        | Come What(ever) May            |
| 2008                       | "Zzyzx Rd."              | —                 | —        | 29       | —        | —        | —        | —        | —        | Come What(ever) May            |
| 2010                       | "Say You'll Haunt Me"    | 110               | 8        | 1        | —        | —        | —        | —        | 198      | Audio Secrecy                  |
| 2010                       | "Digital (Did You Tell)" | —                 | —        | 22       | —        | —        | —        | —        | —        | Audio Secrecy                  |
| 2010                       | "Hesitate"               | —                 | 32       | 6        | —        | —        | —        | —        | —        | Audio Secrecy                  |
| 2012                       | "Gone Sovereign"         | —                 | —        | —        | —        | —        | —        | —        | —        | House of Gold & Bones - Part 1 |
| 2012                       | "Absolute Zero"          | —                 | 28       | 2        | —        | —        | —        | —        | —        | House of Gold & Bones - Part 1 |
| 2013                       | "Do Me a Favor"          | —                 | —        | 11       | —        | —        | —        | —        | —        | House of Gold & Bones - Part 2 |
| "—" não chegou às paradas. |                          |                   |          |          |          |          |          |          |          |                                |

## Videoclipes
| Ano  | Música                   | Diretor(es)                       |
| ---- | ------------------------ | --------------------------------- |
| 2002 | "Get Inside"             | Hal Carter                        |
| 2002 | "Bother"                 | Gregory Dark                      |
| 2003 | "Inhale"                 | Gregory Dark e Corey Taylor       |
| 2006 | "Reborn"                 | Desconhecido                      |
| 2006 | "30/30-150"              | P. R. Brown                       |
| 2006 | "Through Glass"          | Tony Petrossian                   |
| 2007 | "Sillyworld"             | David Brucha                      |
| 2007 | "Made of Scars"          | Doug Spangenberg                  |
| 2009 | "Bother" (ao vivo)       | Desconhecido                      |
| 2010 | "Say You'll Haunt Me"    | P. R. Brown                       |
| 2010 | "Digital (Did You Tell)" | P. R. Brown                       |
| 2010 | "Hesitate"               | P. R. Brown and The Beta Movement |
| 2012 | "Gone Sovereign"         | P. R. Brown                       |
| 2012 | "Absolute Zero"          | P. R. Brown                       |
| 2013 | "Do Me a Favor"          | Phil Mucci                        |